# 1800-1809
De jaren 1800-1809 (van de christelijke jaartelling) zijn een decennium in de 19e eeuw.

## Meerjarige gebeurtenissen

### Europa
- 1800 : Slag bij Marengo en Slag bij Hohenlinden. Napoleon Bonaparte verslaat de Oostenrijkers. Zij trekken zich net als de Russen uit de oorlog terug.
- 1802 : Vrede van Amiens. De Britten sluiten vrede met Napoleon, dit betekent het einde van de Tweede Coalitieoorlog.
- 1803 : Groot-Brittannië alleen verklaart de oorlog aan Frankrijk. De Fransen bezetten het keurvorstendom Hannover, thuisbasis van de Engelse vorst.
- 1803 : Reichsdeputationshauptschluss. Laatste vergadering van de Rijksdag van het Heilige Roomse Rijk te Regensburg. In de Reichsdeputationshauptschluss wordt het aantal soevereine staten in het Duitse Rijk teruggebracht van 1800 tot circa 60. De Duitse vorsten die bij de Vrede van Lunéville hun gebieden aan de linker Rijnoever hebben verloren aan Frankrijk, worden schadeloosgesteld met gebied op de rechteroever. Dit geschiedt door secularisering van de meeste kerkelijke gebieden en mediatisering van de Vrije Rijkssteden.
- 1804 : Kroning van Napoleon tot keizer, dit is het begin van het Eerste Franse Keizerrijk. Net als de Romeinse keizers laat hij zijn besluiten goedkeuren door een Senaat, waarvan hij zelf de leden aanwijst. Hij is ook niet vies van nepotisme. Hij schept rondom Frankrijk een kring van satellietstaten met familieleden op de troon. Deze worden geacht voor geld en soldaten te zorgen.
- 1804 : Keizer Frans II sticht het Keizerrijk Oostenrijk, dit betekent het einde van het Heilig Roomse Rijk.
- 1805 : Derde Coalitieoorlog. De belangrijkste slagen zijn de Slag bij Ulm, de Slag bij Trafalgar, waarbij admiraal Horatio Nelson het leven liet en de Slag bij Austerlitz. Wenen wordt door de Fransen bezet.
- 1805 : Vrede van Presburg. Het koninkrijk Beieren en het koninkrijk Württemberg ontstaan.
- 1806 : Rijnbond. Napoleon brengt het aantal Duitse staten terug tot 46. De staten aan de Rijn worden gedwongen georganiseerd in de Rijnbond met Napoleon als beschermheer.
- 1806-1807 - Vierde Coalitieoorlog. Frankrijk verslaat Pruisen en Rusland en eindigt met de Vrede van Tilsit. Het Hertogdom Warschau ontstaat.
- 1809 : Na de nederlaag van Oostenrijk in de Vijfde Coalitieoorlog (1809) is Napoleon heer en meester van Europa. Het grootste deel van het continent is nu Frans, een vazalstaat, bondgenoot, vriend of verslagen vijand. Alleen de Britse Eilanden, de belegerde stad Cádiz en het gebied rond Lissabon blijven uit Franse handen.
- 1801 : Zeeslag bij Kopenhagen. De Deense hoofdstad Kopenhagen door de Britse marine bestookt.
- 1807 : Slag bij Kopenhagen. Denemarken verliest zijn gehele oorlogsvloot en het eiland Helgoland.
- 1808-1809 : Finse Oorlog tussen Zweden en Rusland.
- 1808-1809 : Deens-Zweedse Oorlog. De Denen krijgen steun van de Fransen onder leiding van generaal Jean-Baptiste Bernadotte.
- 1809 : Vrede van Fredrikshamn. Finland gaat over van Zweedse in Russische handen, het Grootvorstendom Finland ontstaat. Het Zweedse leger maakt een einde aan het autoritaire bewind van Gustaaf IV Adolf. De koning wordt gearresteerd en zijn oom, prins Karel, wordt uitgeroepen tot koning Karl XIII, nadat hij zijn fiat heeft gegeven aan de nieuwe liberale grondwet.
- 1802 : Hertog Ferdinand van Parma sterft, Napoleon verenigt het Groothertogdom Toscane en het Hertogdom Parma en Piacenza in het Koninkrijk Etrurië met Lodewijk, de zoon van Ferdinand aan het hoofd.
- 1802 : Napoleon verandert de Cisalpijnse Republiek in de Italiaanse Republiek met als hoofdstad Milaan. Victor Emanuel I van Savoy vlucht naar het eiland Sardinië.
- 1805 : Napoleon verandert de Italiaanse Republiek in het Koninkrijk Italië met zijn stiefzoon Eugène de Beauharnais als onderkoning. Zijn zus Elisa Bonaparte wordt vorstin van het Vorstendom Lucca en Piombino.
- 1808 : Napoleon verovert de Pauselijke Staat en creëert het departement van Rome. Italië is sinds lang terug verenigd.

Iberisch Schiereiland

Goya's El tres de mayo de 1808 en Madrid, over de massa-executies op 3 mei 1808 na de dos de mayo-opstand in Madrid.

- 1801 : Sinaasappeloorlog. Portugal verliest de oorlog tegen Spanje, bondgenoot van Frankrijk.
- 1807 : Verdrag van Fontainebleau. Frankrijk en Spanje maken plannen om Portugal in te lijven.
- 1808 : Napoleon zet Karel IV van Spanje en zijn zoon Ferdinand af en zet zijn broer Jozef Bonaparte op de troon.
- 1808 : Spaanse Onafhankelijkheidsoorlog. Op 2 mei  breekt een Spaanse opstand uit in Madrid tegen het gezag van Jozef Bonaparte. Ook bekend als Dia de la Independencia, of kortweg dos de mayo.
- 1809 : Tweede Slag om Porto. Generaal Wellington verslaat de Franse troepen.

Lage Landen
- 1801 : Staatsbewind. De Bataafse Republiek wordt vervangen door het Bataafs Gemenebest. Het Vertegenwoordigende Lichaam wordt vervangen door het Wetgevende Lichaam.  Het kan de voorstellen van het Staatsbewind slechts goed- of afkeuren. De departementale indeling van 1798 wordt teruggedraaid; de bekende historische gewestnamen en -indelingen worden weer verwerkt in de nieuwe departementen. Het nog zelfstandige Ameland wordt bij Friesland gevoegd; Goeree-Overflakkee komt bij Holland.
- 1803-1806 : Vorstendom Nassau-Oranje-Fulda. Als compensatie voor zijn Duitse landen ontvangt Willem V het nieuwe vorstendom, dat hij overlaat aan zijn zoon de erfprins. Als deze in 1806 de Pruisen steunt, valt hij bij Napoleon in ongenade en wordt Fulda verdeeld tussen Westfalen en Württemberg.
- 1804 : Het Staatsbewind voert de eerste uniforme spelling van de Nederlandse taal in, zoals voorgesteld door de Leidse hoogleraar Matthijs Siegenbeek. Deze spelling wordt ook voorgeschreven in de eerste Schoolwet.
- Van 1806 tot 1810 gelden in het hele KoninkrijkHolland de lengte- en oppervlaktematen van het Hoogheemraadschap Rijnland, zoals de Rijnlandse voet en de Rijnlandse morgen.
- 1807 : De Engelsman William Cockerill sticht samen met zijn schoonzoon James Hodson een fabriek voor textielmachines in Luik, dit is de kiem voor de industriële revolutie op het Europese continent.

Ottomaanse Rijk
- 1804 : Eerste Servische Opstand. Na de moord op 72 hooggeplaatste Serviërs breekt er opstand uit in Servië, onder leiding van de herenboer "Zwarte George", beter bekend als Karadjordje.
- 1805 : Mohammed Ali wordt wāli van Egypte.
- 1808 : Ali Pasja scheurt zich af en creëert de pasjalik van Janina, regio westkust van Griekenland en Albanië.
- 1806 : Begin van de Russisch-Turkse Oorlog (1806-1812).
- 1807 : Sultan Selim III wordt afgezet en vervangen door zijn neef Mustafa IV
- 1808 : Zijn broer Mahmut II neemt de macht over.
- 1809 : Napoleon creëert de Illyrische Provincies.

### Amerika

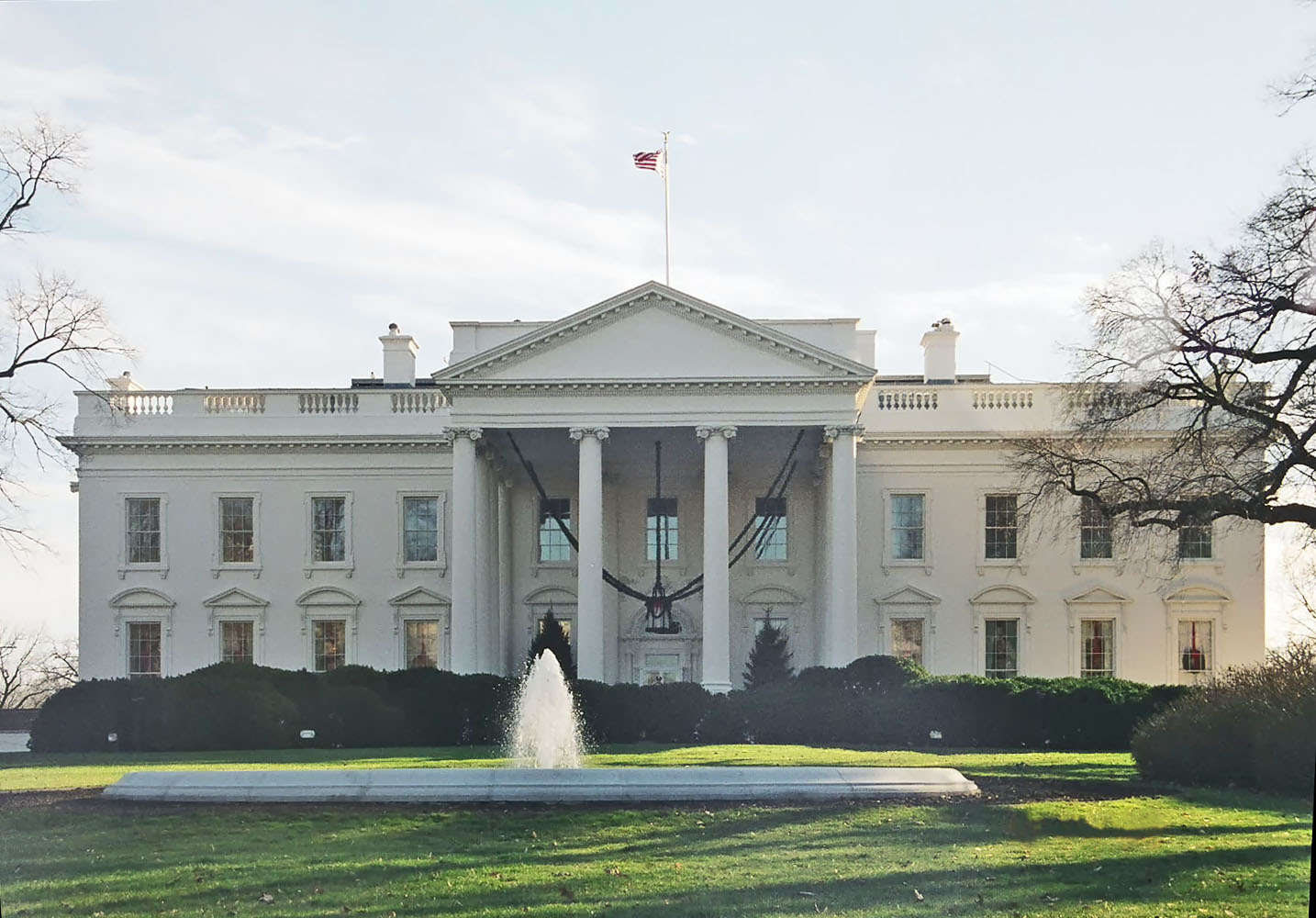
Het Witte Huis wordt in 1800 in gebruik genomen

- 1800 - 1 november - Ingebruikname van het Amerikaanse Witte Huis. Op 17 november wordt Washington D.C. als nieuwe federale hoofdstad in gebruik genomen.
- 1803 : Aankoop van Louisiana. Het grondgebied van de Unie wordt dit decennium verdubbeld.
- 1804 : Expeditie van Lewis en Clark. Een expeditie van oost naar west, van de Missouri tot aan de Stille Oceaan. De expeditie noteert bijna alles wat men tegenkomt, nieuwe diersoorten en planten, de cultuur van de oorspronkelijke bewoners van het gebied dat wordt doorkruist.

### Wereldhandel en kolonies
- 1802 : Abolitionisme (slavernij). Napoleon trekt de afschaffing van de slavernij terug in.
- 1804 : Haïti roept de onafhankelijkheid uit. De suikerrietplantages en koffieplantages verplaatsen zich naar Cuba. De bevolkingsgroei in Cuba in de volgende decennia vervijfvoudigd.
- 1806 : Continentaal stelsel. Napoleon laat alle havens van het Europese continent sluiten om de Britse economie te breken.
- 1807 : Slave Trade Act. Als tegenmaatregel wordt de slavenhandel door het Britse Rijk afgeschaft. In1808 schaft Denemarken deze af.
- De Zuid-Chinese Zee wordt beheerst door de piratenvloot van de Rode Vlag onder aanvoering van een vrouw: Ching Shih.

### Afrika
- 1803-1806 : Bataafse Kaapkolonie. Nederland heeft tijdelijk zijn kaapkolonie terug.
- 1809 : Kalifaat Sokoto, in wat nu Noord-Nigeria is, wordt gesticht door Shehu Usman dan Fodio, een Fulbe-geestelijke, die na een jihad om de Islam te zuiveren en de macht van de Hausa-elite te breken, een eigen staat creëert.

### Innovatie
- De Fransman Joseph-Marie Jacquard ontwikkelt het jacquardgetouw, een programmeerbaar weefgetouw waarmee tapijten met ingewikkelde bloemmotieven mechanisch kunnen worden geproduceerd.
- De Engelsman Henry Maudslay ontwikkelt de eerste industriële schroefdraaddraaibank. Hiermee maakt hij een eind aan het handmatig fabriceren van bouten en moeren. Zijn machine zorgt dat het concept van standaardisatie (een idee dat reeds plaatsvindt) praktisch toegepast kan worden op bouten en moeren. Aan een bestaande draaibank voegt hij schakelwielen en een transportschroef toe voor het snijden van de schroefdraad in een ronde staaf die voor elke schroef identiek is. Door de installingen te wijzigen kan hij met dezelfde draaibank bouten maken met een verschillende schroefdraad. Daarnaast is zijn machine sneller en nauwkeuriger dan de handgemaakte bouten en moeren. Zijn bouten en moeren worden meteen toegepast in de bouw van stoommachines.
- 1803 - Uitvinding van de optische telegraaf door Claude Chappe, een officier van Napoleon.
- Franz Carl Achard verbetert door selectieve teelt het suikergehalte van de Silezische voederbiet, zodat de suikerbiet ontstaat. Hij sticht in 1802 de eerste suikerfabriek. Benjamin Delessert verbetert de zuivering. Napoleon krijgt interesse in het nieuwe product en wijst veel gebieden aan waarop voortaan suikerbieten moeten worden geteeld.
- De mijnbouwingenieur Richard Trevithick bouwt in 1801 een stoomwagen, waarmee hij rondrijdt in het mijngebied van Zuid-Wales waar hij werkt. In 1803 bouwt hij een stoomomnibus voor Londen, maar die blijkt te duur in de exploitatie. In 1804 bouwt hij 's werelds eerste functionerende stoomlocomotief. Deze wordt gebruikt in de Pen-y-Darren ijzermijn bij Merthyr Tydfil in Wales, daar beschikte men over rails waar wagens door paarden werden getrokken.

### Wetenschap
- Na  de eerste, en tevens grootste, planetoïde Ceres in 1801 worden ook de planetoïden Pallas en Vesta ontdekt.
- Luke Howard begint in 1801 met uitgebreide registraties van het weer in de omgeving van Londen. In zijn Essay on the Modification of Clouds, dat in 1803 wordt gepubliceerd, benoemt hij de drie belangrijkste categorieën van wolken (cumulus, stratus en cirrus) en evenwel een reeks van tussentijdse en samengestelde wijzigingen, zoals cirrostratus en stratocumulus, om de overgangen tussen de voorkomende vormen inzichtelijk en mogelijk te maken.
- Het element cerium, ontdekt in 1803, wordt vernoemd naar Ceres. In datzelfde jaar wordt een ander element aanvankelijk ook naar Ceres vernoemd, maar omdat  de naam Cerium al wordt gebruikt, noemt de ontdekker William Hyde Wollaston het element Palladium, naar de planetoïde. Hij ontdekt nog een  tweede onbekend element: rodium (in 1804).
- Ontdekking in 1803 van de metalen Osmium en Iridium.
- In 1800 introduceert de Italiaanse natuurkundige Alessandro Volta de eerste elektrische batterij. De Britse scheikundige Humphry Davy gebruikt deze Voltazuil om zouten in hun elementen te scheiden door middel van wat nu bekendstaat als elektrolyse. Met een groot aantal batterijen in serie geschakeld is hij in 1807 in staat  om de alkalimetalen kalium en natrium vrij te maken. Het jaar daarop volgen calcium, strontium, barium en magnesium – deze laatste alleen in onzuivere vorm.
- Publicatie in 1801 van Disquisitiones arithmeticae, een getalsleer door Carl Friedrich Gauss, die in 1809 ook een theorie over de beweging van planetoïden het licht doet zien.
- Wilhelm von Humboldt wordt in 1809 hoofd van de afdeling Eredienst en Onderwijs in het Pruisische ministerie van Binnenlandse Zaken. In die hoedanigheid stelt hij in het kader van de Pruisische hervormingen het gehele onderwijswezen onder staatstoezicht en tracht hij hoog gekwalificeerd personeel op te leiden. Hieraan moeten de in 1809 gestichte gymnasia bijdragen, alsmede de kroon op zijn werk, de in 1810 in de geest van het Bildungsideaal gestichte Universiteit van Berlijn.
- De Engelse mijnbouwkundige William Smith gebruikt als eerste stratigrafische principes om de ondergrond van Groot-Brittannië in kaart te brengen. Ook is hij de eerste die gidsfossielen gebruikt om gesteentelagen mee te correleren.

### Kunst en cultuur
- De classicistische kunstvorm van het decennium wordt Empire genoemd, naar het Eerste Franse Keizerrijk. Het betreft vooral bouw- en interieurkunst, die mede wordt gevormd uit de Oud-Egyptische bouwkunst.
- De Elgin marbles worden door de Britse gezant Lord Elgin tussen 1801 en 1804 vanuit Athene naar Londen gebracht.
- In Leiden worden de Bavelaartjes verkocht: kijkkastjes met daarin een diorama van bijvoorbeeld een landschap.

<< · 1800 · 1801 · 1802 · 1803 · 1804 · 1805 · 1806 · 1807 · 1808 · 1809 · >>
<< · 1800-1809 · 1810-1819 · 1820-1829 · 1830-1839 · 1840-1849 · 1850-1859 · 1860-1869 · 1870-1879 · 1880-1889 · 1890-1899 · >>